# Center Point (Alabama)
Center Point é uma recente cidade incorporada e uma antiga Região censo-designada localizada no estado americano do Alabama, no Condado de Jefferson.

## Demografia
Segundo o censo americano de 2000, a sua população era de 22.784 habitantes.

## Geografia
De acordo com o United States Census Bureau tem uma área de 20,9 km², dos quais 20,8 km² cobertos por terra e 0,1 km² cobertos por água.

## Localidades na vizinhança
O diagrama seguinte representa as localidades num raio de 16 km ao redor de Center Point.